# Anghel-Saligny-Brücke
Die Anghel-Saligny-Brücke (rumänisch Podul Anghel Saligny, offiziell Podul Ing. A. Saligni, ursprünglich Podul Regele Carol I [König-Karl-I.-Brücke]) ist eine stillgelegte Eisenbahnbrücke über die Donau bei Cernavodă in Rumänien. Sie gehörte zur Eisenbahnstrecke von Bukarest nach Constanța und war bei ihrer Eröffnung die längste Brücke Europas. Ihre Gesamtlänge (einschließend Donauinsel-Viadukt und Borcea-Brücke) war 4087,95 m.

## Lage
Die Anghel-Saligny-Brücke überquert den östlichen Hauptarm der Donau etwa 800 m oberhalb des Abzweigs des Donau-Schwarzmeer-Kanals, der allerdings erst 90 Jahre nach ihr gebaut wurde. Die hier rund 13 km breite und bei Hochwasser oft überschwemmte Donauinsel Balta Ialomiței zwischen dem Hauptarm und dem Borcea-Arm der Donau wird mit einem Viadukt (1455 m) überquert. In den 1960en Jahren war dieser Viadukt durch einen aufgeschütteten Damm ersetzt. Auf der westlichen Seite der Insel stellt die kürzere, aber nach dem gleichen Konstruktionsschema erstellte Borcea-Brücke (970 m) die Verbindung mit Fetești im Kreis Ialomița her.
Nur rund 50 m weiter südlich bzw. flussaufwärts steht die 1987 eröffnete, meist einfach Cernavodă-Brücke genannte, kombinierte Eisenbahn- und Autobahnbrücke, die die Anghel-Saligny-Brücke ablöste.

## Beschreibung
Die Anghel-Saligny-Brücke ist eingleisig. Zwischen den Einfahrtsportalen hat sie eine Länge von 750 m. An sie schließt sich ein 912 m langes Viadukt über einen Teil der Donauinsel an. Die Brücke besteht aus fünf Öffnungen mit Spannweiten von 190 m in der Hauptöffnung und 140 m in den vier Seitenöffnungen. Das Viadukt besteht aus 15 Öffnungen mit Spannweiten von je 60 m. Das östliche, als Portal ausgestaltete Widerlager steht auf dem Hochufer. Von den vier Pfeilern stehen beim gegenwärtigen Verlauf des Flusses zwei fast am Ufer, einer im Fluss und einer an Land. Das westliche Widerlager ist ein Pfeiler, der wiederum als Portal ausgestaltet ist und gleichzeitig als Stütze für das erste Feld des Viadukts dient.
Die Pfeiler mussten wegen des aus angeschwemmten Sandschichten bestehenden Bodens auf dem bis zu 31 m tiefer liegenden Felsboden gegründet werden. Die lichte Höhe beträgt 30 m über dem höchsten bzw. 37 m über dem tiefsten Wasserstand.
Der Oberbau ist eine Gerberträgerbrücke aus stählernen Fachwerkträgern, die leicht zur Längsachse hin geneigt sind. Die Untergurte sind gerade, die Obergurte teils gerade, teils gekrümmt zu den Spitzen über den Pfeilern ansteigend. Die Auslegerträger haben eine Konstruktionshöhe von 9 m an den Enden, 32 m über den Pfeilern und 17 m in den geraden Mittelstücken. Die drei Einhängeträger in der Mitte und an den Widerlagern sind 90 m lange, in der Mitte 13 m und an den Enden 9 m hohe Halbparabelträger. Der Oberbau war einer der ersten, die aus Siemens-Martin-Stahl hergestellt wurden.
Das östliche Brückenportal wird von zwei überlebensgroßen Bronzestatuen eines Dorobanț (Infanteriesoldat) flankiert, die von dem französischen Bildhauer Léon Pilet (1836–1916) geschaffen und von der französischen Botschaft in Bukarest dem rumänischen Volk zum Geschenk gemacht wurden.
Die Borcea-Brücke ist ähnlich konstruiert, hat jedoch keinen mittleren Einhängeträger und nur drei Öffnungen zu je 140 m auf vier Pfeilern, an die sich beidseits kurze Viadukte anschließen.

## Geschichte

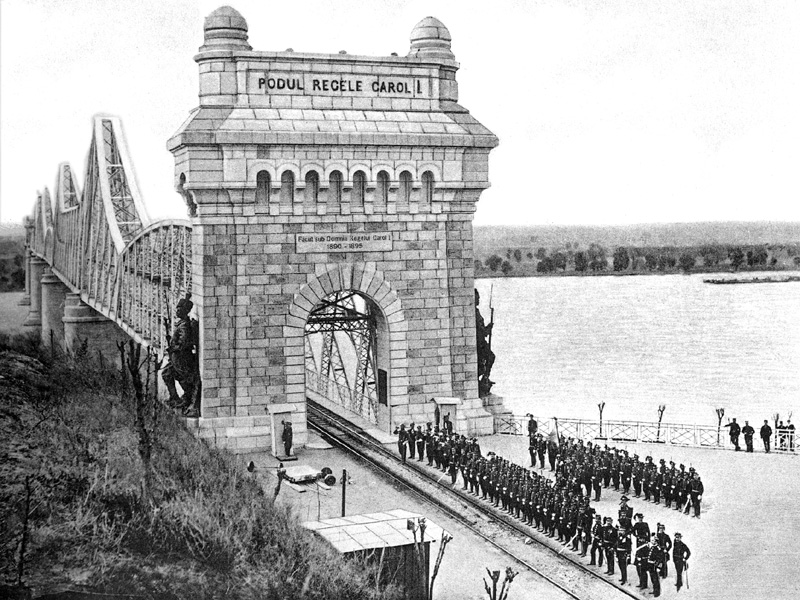
König-Carol-I.-Brücke

Nachdem der nördliche Teil der Dobrudscha im Berliner Vertrag von 1878 zu Rumänien gekommen war, gab es die schon unter dem Osmanischen Reich gebaute Eisenbahn von Constanța nach Cernavodă und die von Bukarest nach Fetești gebaute Strecke, aber keine Brücke über die Donau. Die letzte Brücke über den Fluss war die Franz-Joseph-Brücke und stand 650 km Luftlinie weiter westlich bzw. 955 km flussaufwärts im damals österreichisch-ungarischen, heute serbischen Novi Sad (Neusatz). Unter der Herrschaft von Karl I., König von Rumänien wurde die große Lücke im Donautal geschlossen und damit nicht nur eine durchgehende Verbindung des rumänischen Eisenbahnnetzes mit dem Hafen in Constanța geschaffen, sondern auch eine ganzjährig funktionierende Verkehrsverbindung, die nicht durch den regelmäßig auftretenden Eisgang auf der Donau unterbrochen werden konnte.
Die in einer ersten europäischen Ausschreibung von 1883 vorgelegten Entwürfe wurden von der Bewertungskommission aus internationalen Fachleuten nicht akzeptiert. 1888 wurde daher Anghel Saligny, der Leiter der Bauabteilung der Rumänischen Eisenbahn, mit der Planung beauftragt. Nach seinen Plänen und unter seiner Leitung wurde die Podul Regele Carol I von dem französischen Unternehmen Fives-Lille, die Borcea-Brücke von Schneider-Creusot und die Viadukte von dem belgischen Unternehmen Cockerill gebaut. Die Grundsteinlegung fand am 21. Oktober 1890 und die feierliche Eröffnung am 14. September 1895 statt, beide in Anwesenheit des Königs Carol I.